# Несчастье (рассказ)
«Несчастье» — рассказ А. П. Чехова. Написан в 1886 году, впервые опубликован 16 августа 1886 года в журнале «Новое время» в отделе «Субботники».
В рассказе описывается молодая жена деревенского нотариуса Софья Петровна, её взаимоотношения с супругом и любовником. В этот период творчества Чехова его интересовала тема положения женщины в обществе.

## История публикаций
Чехов писал рассказ «Несчастье» для петербургского журнала «Новое время» в начале 1886 года. В 1887 году рассказ включен в сборник «В сумерках». При этом Чехов сократил текст героя, убеждающего Софью Петровну поддаться на его уговоры и «согрешить раз в жизни».
Специалист по русской литературе Дональд Рейфилд называет 1886 год «Annus mirabilis» (годом, отмеченным важными событиями) в творчестве Чехова.
При жизни Чехова рассказ был переведён на датский, немецкий, сербскохорватский, словацкий и чешский языки.

## Сюжет
Софья Петровна, 25-летняя домохозяйка, проводит лето в заурядном городке с мужем, нотариусом Андреем Ильичом Лубянцевым. Иван Михайлович Ильин, адвокат и старый друг Софьи, начинает за ней ухаживать. Софья просит Ильина прекратить ухаживания и предлагает остаться друзьями. Однако, Ильин просит не отвергать его.
Софья понимает, что влюбилась и , чтобы спасти брак ,просит Андрея увезти её подальше. Она рассказывает мужу о своих чувствах, но тот всё отвергает и говорит, что это «фантазии». В тот же вечер Софья уходит к Ильину.

## Критика и анализ
Основной темой в рассказе «Несчастье» является любовь и положение женщины в обществе. Рассказы, написанные писателем в этот период, поднимают вопросы чувственности, а женская любовь влияет на поведение окружающих мужчин.
Критики отмечают в этом рассказе влияние на Чехова творчества Льва Толстого, в особенности романа «Анна Каренина». Рейфилд отмечает также влияние творчества Ги де Мопассана, который часто использует женское влечение как мотивацию на поведение персонажей. Рассказ «Несчастье» мог быть задуман и как пародия на такие произведения.
В. В. Билибину рассказ не понравился, о чём свидетельствует его письмо к Чехову: «По существу рассказа „Несч<астье>“ замечу, что муж карикатурен (болтает ножками и читает признающейся жене мораль) <...> и вообще герои „вовсе не возбуждают“ „симпатии“, как Вы меня предуведомили <...> Говоря серьезно, такое одностороннее направление не нравится. Но, быть может, тут — действительная „правда“ и „последнее слово“. К чёрту всю „поэтическую сторону любви“!»
С точки зрения К. К. Арсеньева, в рассказе наличествует несоответствие между формой и содержанием: «Короткий рассказ не должен быть ни простым снимком с случайного факта, ни экскурсией в сферу сложных душевных движений, не поддающихся, если можно так выразиться, усиленной конденсации. Эластичность сюжета имеет свои пределы; есть задачи, которые невозможно исполнить на пространстве нескольких страниц, невозможно сжать дальше известной черты, даже с помощью самого могучего художественного пресса».
Литературный критик и публицист В. Л. Кигн охарактеризовал Софью Петровну как «тип современной интеллигентной женщины» и включил её в число чеховских персонажей, изображённых «смело, правдиво ново, — так, как никто из наших молодых писателей рисовать или не мог, или не смел». По мнению издателя А. А. Александрова, в рассказе Чехову удалось «правдиво и в то же время человечно описать несчастье падения весьма порядочной молодой замужней женщины».
П. Н. Краснов под влиянием рассказа «Несчастье» отмечал, что «нигде и никогда у г. Чехова женская честь не рассматривается слегка, как какой-то пустяк, всюду является она важным жизненным вопросом, и преступление против неё является несчастьем и влечет за собою глубокие последствия».

## Наследие
Джеймс Н. Лолин (James N. Loehlin) обнаруживает влияние рассказа «Несчастье» на написанный позднее рассказ Чехова «Попрыгунья». Рейфилд сравнивает разговоры Софьи с любовником как прообраз диалога между Еленой и Ваней в чеховской пьесе «Дядя Ваня».

## Экранизация
- 1973 — Несчастье / A Misfortune (ТВ) (Великобритания), режиссёр Кен Лоуч, (сериал «Аншлаг»). В ролях: Бен Кингсли